# 那良口站
那良口站（日语：〔〕／ Naraguchi eki */?）是位於熊本縣球磨郡球磨村，屬於九州旅客鐵道（JR九州）肥薩線的車站。

## 車站構造
此站為岸式月台1面1線的地面車站。

## 車站周邊
此站為山間小站，站前沒有任何建築，須往東約200公尺才有聚落散布於那良川兩岸。產交巴士在那良口橋旁設有那良口公車站。此站最初設為貨物站，目的是開發附近豐富的山林資源以及運輸木材原料。
- 球磨川
- 那良川
- 熊本縣道、鹿兒島縣道15號人吉水俣線 - 站前。
- 熊本縣道325號遠原渡線 - 那良川沿岸。
- 國道219號 - 位於對岸，然而附近並沒有跨越球磨川的橋梁。

## 歷史
- 1910年（明治43年）6月25日 - 設為貨物站。
- 1913年（大正2年）3月11日 - 開始辦理客運業務。
- 1987年（昭和62年）4月1日 - 國鐵分割民營化後成為九州旅客鐵道（JR九州）轄下的車站。

## 相鄰車站
九州旅客鐵道
肥薩線
■快速
通過
■普通
一勝地－那良口－渡

## 外部連結
- JR九州 － 那良口車站 （页面存档备份，存于）（日語）

## 關連項目
- 日本鐵路車站列表
- 祕境車站